# 정선선
정선선(旌善線)은 강원특별자치도 정선군의 민둥산역과 아우라지역을 연결하는 한국철도공사의 철도 노선으로, 태백선의 지선이다.

## 개요
태백산지구의 탄광 개발에 맞추어, 이를 산업시설에 수송하기 위하여 건설되었다. 최초에는 영월선 및 함백선의 연장 노선인 정선선으로 건설이 이루어졌다. 1973년 10월 이후 고한선과 황지지선간의 연결이 이루어져 태백선으로 명명되면서, 정선선은 증산~여량 간으로 축소되었다. 이후 비둘기호가 가장 최후까지 운행했던 노선으로, 적자 운송의 대표적 노선으로 인지되어 왔으나 근래에는 지자체의 관광 진흥 노력에 따라 관광노선으로서의 입지를 점차 확보하고 있는 실정이다.

## 연혁
- 1962년 5월 10일: 정선선 예미~정선간 착공.
- 1966년 1월 10일: 예미~증산간 개통.
- 1966년 2월 28일: 정선~여량간 착공.
- 1967년 1월 20일: 증산~정선간 22.6 km 완공.[3]
- 1969년 10월 15일: 정선~나전간 9.9 km 완공.[4]
- 1971년 5월 21일: 나전~여량간 6.1 km 완공.[5]
- 1973년 10월 16일: 제천~백산간이 태백선으로 명명됨에 따라 정선선은 증산~여량으로 축소.
- 1974년 12월 20일: 여량~구절리간 8.0 km 완공.[6]
- 2000년 1월 1일: 여량역을 아우라지역으로 개명.
- 2000년 11월 14일: 증산~구절리간 비둘기호 폐지로, 전 노선에서 비둘기호 등급 폐지.[7]
- 2002년 8월 31일: 태풍 루사 피해로 인해 정선~구절리간 열차 운행 중단.
- 2004년 2월 10일: 정선~구절리간 열차  운행 재개.
- 2004년 4월 1일: 정선선 객차형 통일호 폐지 및 정선선 통근열차로 승격 운행
- 2004년 6월 27일: 별어곡~선평간 낙석사고 발생. 동년 7월 9일까지 운행 중단.
- 2004년 9월 23일: 구절리역 및 아우라지~구절리간 7.2 km 영업중지.[8]
- 2005년 7월 1일: 정선선 레일바이크 운행 개시.[9]
- 2006년 8월 1일: 관광열차 아리아리호 아우라지~구절리 간 운행 개시.
- 2007년 5월 5일: 정선선 관광열차[내용주 1]에 MTB열차 운행 개시.
- 2008년 1월 1일: 정선선 전용 통근열차 객차 운행 중지, 제천~증산~아우라지 무궁화호 운행개시.
- 2009년 7월 1일: 서울~아우라지 무궁화호 임시열차 운행개시.[내용주 2]
- 2010년 1월 5일: 서울~아우라지 무궁화호가 청량리~아우라지로 단축. 그 이후 정선 5일장이 서는 날만 운행하게 됨.
- 2011년 10월 5일: 열차시간표 개정으로 나전, 선평, 별어곡역 여객중지하고 전 열차 통과.
- 2015년 1월 12일: 청량리~아우라지 무궁화호 마지막 운행.
- 2015년 1월 14일: 제천~아우라지 무궁화호 마지막 운행.
- 2015년 1월 22일: 정선선 경유 A-train 운행 개시.
- 2017년 12월 18일: 증산역을 민둥산역으로 변경[10]
- 2019년 4월 17일: 철도 노선번호 변경에 따라 31502로 변경[11]

## 역 목록
| 역명     | 로마자 역명 | 한자 역명 | 역간거리 (km) | 영업거리 (km) | 접속 노선 | 소재지         | 소재지 | 비고                                       |
| -------- | ----------- | --------- | ------------- | ------------- | --------- | -------------- | ------ | ------------------------------------------ |
| 민둥산   | Mindungsan  | 민둥山    | 0.0           | 0.0           | 태백선    | 강원특별자치도 | 정선군 | 구 증산(甑山)                              |
| 별어곡   | Byeoreogok  | 別於谷    | 6.4           | 6.4           |           | 강원특별자치도 | 정선군 |                                            |
| 선평     | Seonpyeong  | 仙坪      | 7.3           | 13.7          |           | 강원특별자치도 | 정선군 |                                            |
| 신치     |             |           | -             | -             |           | 강원특별자치도 | 정선군 | 폐역                                       |
| 정선     | Jeongseon   | 旌善      | 8.9           | 22.6          |           | 강원특별자치도 | 정선군 |                                            |
| 송석     |             |           | -             | -             |           | 강원특별자치도 | 정선군 | 폐역 및 구 외반점역                        |
| 나전     | Najeon      | 羅田      | 10.0          | 32.6          |           | 강원특별자치도 | 정선군 |                                            |
| 아우라지 | Auraji      |           | 6.1           | 38.7          |           | 강원특별자치도 | 정선군 | 구 여량(餘量)                              |
| 구절리   | Gujeol-ri   | 九切里    | 7.2           | 45.9          |           | 강원특별자치도 | 정선군 | 레일바이크, 아리아리호운행, 열차운행 중지, |

- 신치역은 영업거리표 상에 언급되지 않으나, 정차장의 존재를 언급한 자료[12]가 있어 반영하였다. 1980년대 중반쯤 폐지된 것으로 추정된다.

## 노선 특징
이 노선은 평시에는 민둥산 - 아우라지간 정선아리랑열차(A-train)가 하루 2왕복 운행하는 것이 여객 운행의 전부이며, 이 중 1왕복은 민둥산역을 지나 청량리역까지 연장 운행한다. 그 외에 화물 일부와 관광 목적의 임시열차가 운행된다. 과거에는 구절리에서 출발하여 태백선 및 중앙선으로 직결 운행하는 통일호가 하루 1회 운행하였지만 그나마도 새벽 3:50에 구절리역을 출발했기 때문에 수요는 많지 않았고, 연선의 침체 및 대한민국 철도청의 장거리 통일호 감축에 따라 폐지되었다. 정선선은 대한민국에서 가장 마지막까지 비둘기호 열차가 운행한 노선이며, 정선 - 아우라지 구간은 정기 여객열차가 운행하는 구간에서 유일하게 통표 폐색을 사용하고 있다.
통일호가 폐지된 시점부터 2007년 12월 31일까지는 이 구간에 전국 유일의 객차형 통근열차가 운행하였다. 이 열차는 비둘기호 시절의 별명을 따서 ‘꼬마열차’로 불리었으며, 노후한 최초기형의 새마을호 객차를 관광 목적에 맞게 개조하여 운영하였다. 이 객차는 제천열차승무사무소 소속 승무원이 승차하였으며, 제천역에서 태백선을 경유하여 영주역으로 운행하는 무궁화호 열차 후부에 연결되어 민둥산역까지 회송 운행했다. 그 당시에는 '정선아리랑 유람열차'로 불렸으며, 현재도 발전차 1량이 남아 무궁화호 등에 편성되고 있다. 2008년부터는 이 구간에 통근열차의 운행이 중단되고, 그 대신 2015년 1월 14일까지 무궁화호가 태백선을 따라 제천역까지 연장 운행하고 있었다.
수도권 거주 정선선 관광객의 수요가 증가함에 따라, 2009년 7월 1일부터 서울역 - 아우라지간을 운행하는 무궁화호 열차 1왕복이 신설되었다가, 2010년 1월 5일부터 청량리역까지로 운행 구간이 단축되었고 이후 정선 5일장이 서는 날만 운행하는 것으로 축소되었으며 2015년 1월 12일을 마지막으로 운행을 중단하게 되었다. 또한, 열차운행이 폐지된 아우라지 - 구절리 간에는 관광용의 레일바이크 및 열차 아리아리호가 운행중에 있다.

## 차량
- 객차
  - 정선아리랑열차
  - 아리아리호 객차[내용주 8]

- 기관차
  - 한국철도공사 7600호대 디젤 기관차
  - 아리아리호 견인 전용 모터 카

과거의 운행하던 차량으로는 다음과 같다.
- 객차
  - 무궁화호 객차
  - 비둘기호
  - 통일호
  - 정선선 전용 통근열차 객차

## 터널 목록
| 터널 이름   | 소재지 | 길이   | 준공년도 | 비고     |
| 둥산터널    |        | 397m   | 1967년   |          |
| 별어곡1터널 |        | 300m   | 1967년   |          |
| 별어곡2터널 |        | 86m    | 1967년   |          |
| 유평(피암)  |        | 60m    | 1967년   | 피암     |
| 남창1터널   |        | 95m    | 1967년   |          |
| 남창2터널   |        | 132m   | 1967년   |          |
| 쇄재1터널   |        | 2,140m | 1967년   | 노선최장 |
| 신월터널    |        | 63m    | 1967년   |          |
| 신치터널    |        | 45m    | 1967년   |          |
| 쇄재2터널   |        | 862m   | 1967년   |          |
| 애산터널    |        | 90m    | 1967년   |          |
| 정선터널    |        | 745m   | 1969년   |          |
| 나전터널    |        | 220m   | 1969년   |          |
| 여량터널    |        | 305m   | 1971년   |          |
| 유천터널    |        | 520m   | 1974년   |          |
| 관쾌리터널  |        | 460m   | 1974년   |          |
| 구절리터널  |        | 106m   | 1974년   |          |
| ----------- | ------ | ------ | -------- | -------- |

## 정선선 교통량
2023년도 철도통계연보에 따르면 정선선을 경유하는 정기열차의 열차운행 빈도는 다음과 같다.
| 운행구간          | 선로용량 | 일반여객 | 전동차 | 일반화물 | 운행총계 |
| ----------------- | -------- | -------- | ------ | -------- | -------- |
| 민둥산 - 아우라지 | 19       | 1        | -      | -        | 1        |

## 이용객 변동
다음 자료는 2000년부터 2015년까지 한국철도공사 한국철도통계 내용을 모은 것이다.
| 구분       | 이용 인원수 (명) | 이용 인원수 (명) | 이용 인원수 (명) | 이용 인원수 (명) | 이용 인원수 (명)             | 이용 인원수 (명)             | 이용 인원수 (명)             | 이용 인원수 (명)             | 이용 인원수 (명)             | 이용 인원수 (명)             | 이용 인원수 (명)             | 이용 인원수 (명)             | 이용 인원수 (명)             | 이용 인원수 (명)             | 이용 인원수 (명)             | 이용 인원수 (명)             | 각주   |
| 구분       | 2000년           | 2001년           | 2002년           | 2003년           | 2004년                       | 2005년                       | 2006년                       | 2007년                       | 2008년                       | 2009년                       | 2010년                       | 2011년                       | 2012년                       | 2013년                       | 2014년                       | 2015년                       | 각주   |
| ---------- | ---------------- | ---------------- | ---------------- | ---------------- | ---------------------------- | ---------------------------- | ---------------------------- | ---------------------------- | ---------------------------- | ---------------------------- | ---------------------------- | ---------------------------- | ---------------------------- | ---------------------------- | ---------------------------- | ---------------------------- | ------ |
| 비둘기     | 92,639           | 0                | 0                | 0                | 0                            | 0                            | 0                            | 0                            | 0                            | 0                            | 0                            | 0                            | 0                            | 0                            | 0                            | 0                            | [ 14 ] |
| 통일(통근) | 9,769            | 83,702           | 67,177           | 44,873           | 79,037                       | 82,201                       | 76,387                       | 54,511                       | 0                            | 0                            | 0                            | 0                            | 0                            | 0                            | 0                            | 0                            | [ 14 ] |
| 무궁화     | 26,132           | 14,786           | 15,008           | 15,618           | 11,989                       | 14,128                       | 11,977                       | 2,228                        | 30,802                       | 32,178                       | 40,059                       | 35,742                       | 34,476                       | 38,261                       | 34,775                       | 2,365                        | [ 14 ] |
| 새마을     | 0                | 0                | 0                | 0                | 85                           | 745                          | 259                          | 14,924                       | 19,359                       | 361                          | 428                          | 587                          | 0                            | 0                            | 0                            | 44,998                       | [ 14 ] |
| 건설       | 160              | 161              | 144              | 2                | 각 종별 열차 이용객에 포함됨 | 각 종별 열차 이용객에 포함됨 | 각 종별 열차 이용객에 포함됨 | 각 종별 열차 이용객에 포함됨 | 각 종별 열차 이용객에 포함됨 | 각 종별 열차 이용객에 포함됨 | 각 종별 열차 이용객에 포함됨 | 각 종별 열차 이용객에 포함됨 | 각 종별 열차 이용객에 포함됨 | 각 종별 열차 이용객에 포함됨 | 각 종별 열차 이용객에 포함됨 | 각 종별 열차 이용객에 포함됨 | [ 14 ] |
| 정기권     | 216              | 0                | 0                | 0                | 각 종별 열차 이용객에 포함됨 | 각 종별 열차 이용객에 포함됨 | 각 종별 열차 이용객에 포함됨 | 각 종별 열차 이용객에 포함됨 | 각 종별 열차 이용객에 포함됨 | 각 종별 열차 이용객에 포함됨 | 각 종별 열차 이용객에 포함됨 | 각 종별 열차 이용객에 포함됨 | 각 종별 열차 이용객에 포함됨 | 각 종별 열차 이용객에 포함됨 | 각 종별 열차 이용객에 포함됨 | 각 종별 열차 이용객에 포함됨 | [ 14 ] |
| 합계       | 128,916          | 98,649           | 82,329           | 60,493           | 9,111                        | 97,074                       | 88,623                       | 71,663                       | 50,161                       | 32,539                       | 40,487                       | 36,329                       | 34,476                       | 38,261                       | 34,775                       | 47,363                       | [ 14 ] |

## 미래
현재 정선선에 대한 개량, 전철화 등의 논의는 전무한 상황이다. 한편 강원도의회, 정선군 의회 등에서는 구절리역~횡계 간 32.4 km의 철도 노선 신설을 여러 차례 요청한바 있으며, 특히 평창 동계 올림픽 유치와 연계하여 추진을 시도하였으나, 경제적 타당성 등의 이유로 별다른 성과를 거두지 못하고 있다.